# Dansk-Arabisk Partnerskabsprogram
Dansk-Arabisk Partnerskabsprogram (DAPP), tidligere Det Arabiske Initiativ og senere Partnerskab for Dialog og Reform, er et dansk samarbejdsprogram under Udenrigsministeriet. 
Programmet begyndte i 2003 under navnet Det Arabiske Initiativ med støtte til projekter med Nordafrika og Mellemøsten. 
Programmet kom i kølvandet på invasionen i Irak og var en variant af det amerikanske Greater Middle East Project. 
I forbindelse med finanslovsforhandlingerne i 2010 ønskede Dansk Folkeparti et ændret fokus.
Navnet blev ændret til Partnerskab for Dialog og Reform og fem millioner kroner af programmet blev øremærket til Peres Center for Peace.
Budgettet var da på 100 millioner kroner årligt og omfattede projekter med landene Yemen, Jordan, Marokko og Egypten.
Under DAPP-programmet i 2017 til 2022 støttedes indsatser i Marokko, Tunesien, Egypten og Jordan.
Budgettet var på 1 millard kroner fordelt over de fem år.
Støtten har gået til projekter indenfor ligestilling, menneskerettigheder, pressefrihed og unges inddragelse i samfundet.
Det Dansk-Egyptiske Dialog Initiativ i Cairo er blandt dem der er støttet gennem DAPP.
Lotte Mik-Meyers dokumentarfilm Det arabiske initiativ fra 2008 følger islamforskeren Jakob Skovgaard-Petersen, der blev sendt til Egypten som en del af Det Arabiske Initiativ.
Mogens Blom var som embedsmand tilknyttet Det Arabiske Initiativ.